# 野折麻蝇属
野折麻蝇属（学名：Agriella）为麻蝇科的一个属。

## 下属物种
本属包括以下物种：
- 戈壁野折麻蝇 Agriella gobica (Rohdendorf)